# リーズ大学
リーズ大学（英: University of Leeds）は英国ウェスト・ヨークシャー州リーズ市にある国立大学である。

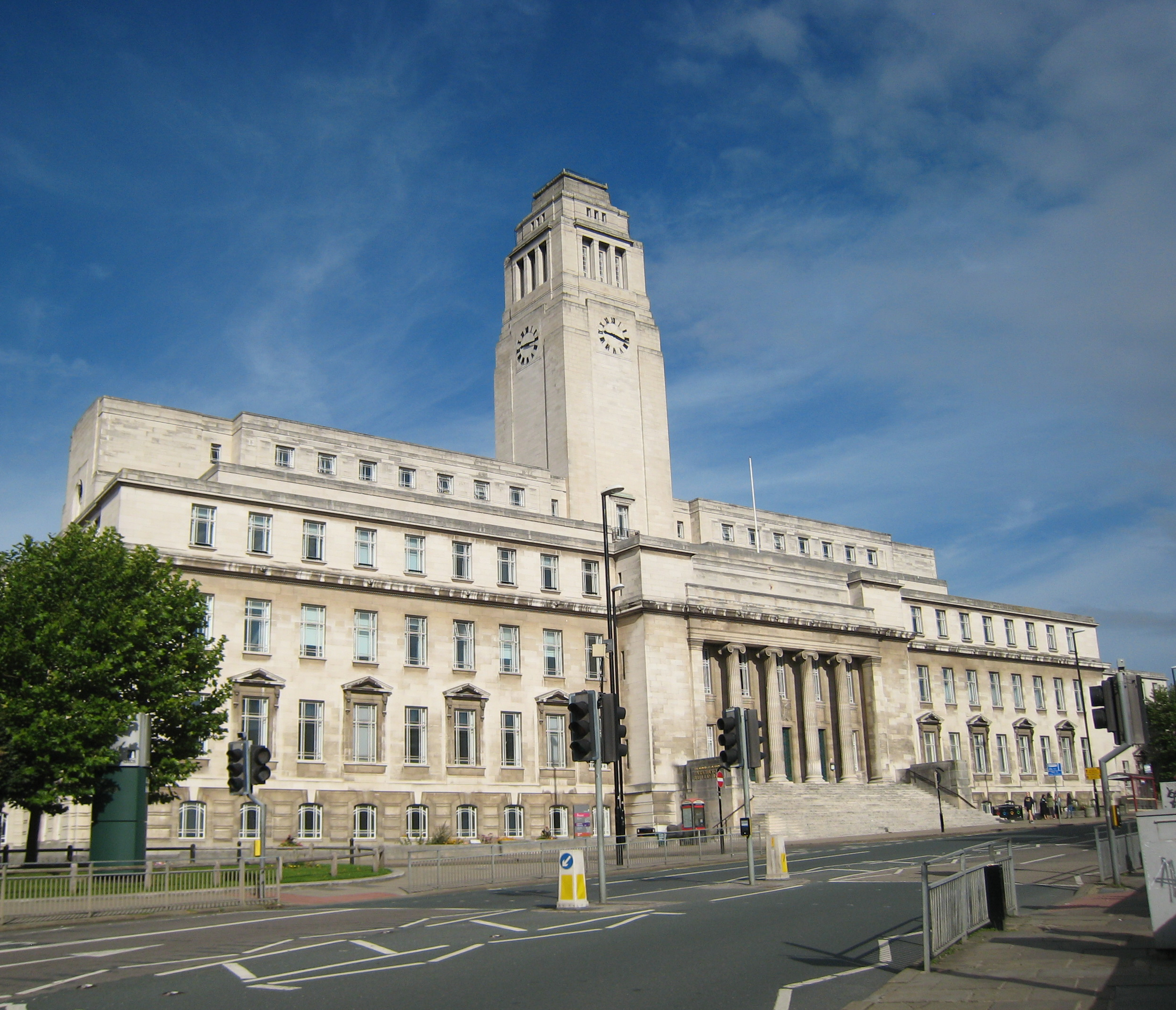
Parkinson Building

## 概要
英国を代表する名門大学群、ラッセル・グループのメンバーであり、20世紀初頭に設立された赤レンガ大学にも属する。トールキン（作家・言語学者）が教鞭をとっていたことがある。33,000人を超す学生が在籍しており、英国でも有数の規模を誇る。リーズ大学ビジネススクールは3大アクレディテーション機関（MBA協会、AACSB、EQUIS）から評価・認証を取得しているトリプル校であり、高い評価を受けている。QS世界ランキングでは世界の大学トップ100位前後にランクし、ノーベル賞受賞者も2名輩出している。英国首相のキア・スターマーは本校の卒業生である（法学士）。2017年9月から2018年6月には日本の皇族、佳子内親王が本校に留学していた。

## キャンパス
- シティー・キャンパス
- ブレトン・ホール・キャンパス

## 歴史

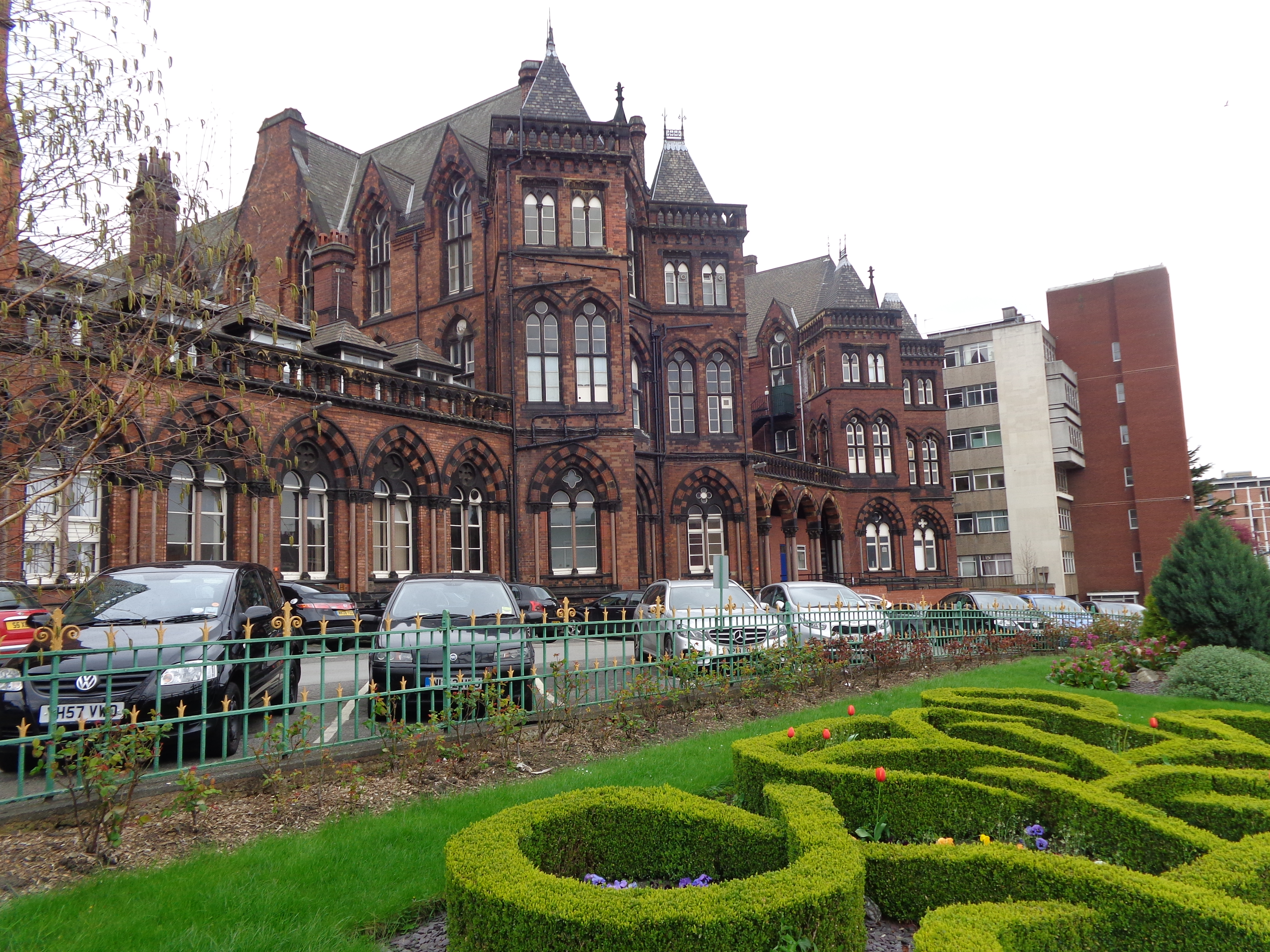
Leeds School of Medicine

Leeds School of Medicine（1831年創立）とYorkshire College of Science（1874年創立）が起源。これらの教育機関は、地域の科学教育（特に医学と織物業）の要請に基づき設立された。当時、北部諸都市の大学設立にあたっては、国教会派の貴族、紳士階級のためだけに存在するオックスフォード大学とケンブリッジ大学の排他性に挑戦するという共通の方針がみられ、リーズ大学の起源もこの例に洩れない。両校は1884年に合併後、1887年にビクトリア大学連合の一部となっていたが、マンチェスター大学、リバプール大学が都市大学として独立すると、同様に1904年、エドワード7世に設立認可を与えられ、リーズ大学として独立した。2001年8月には、ブレトン・ホール・カレッジを吸収合併した。

## ランキング
- QS 世界ランキング2022：92位[6]
- THE 世界ランキング2022：127位[7]
- 国内ランキング：20位/130校中（2022年版）[8]

ラッセル・グループの一員でもあるリーズ大学は、特に人文科学系に強く、QS・THEの両方の世界ランキングで概ね60位代にランクしている。世界大学学術ランキングにおいて交通工学分野が4位に評価されたり、QS世界ランキング2021の科目別ではEarth and Marine Sciences（地球海洋科学）が世界14位にランクしているほか、ビジネス・マネジメント分野が世界トップ100入りを果たしているなど、研究力のある大学として知られる。リーズ大学は英国のAI・データサイエンス研究機関である英国アラン・チューリング研究所の構成機関の一つである。

## 組織

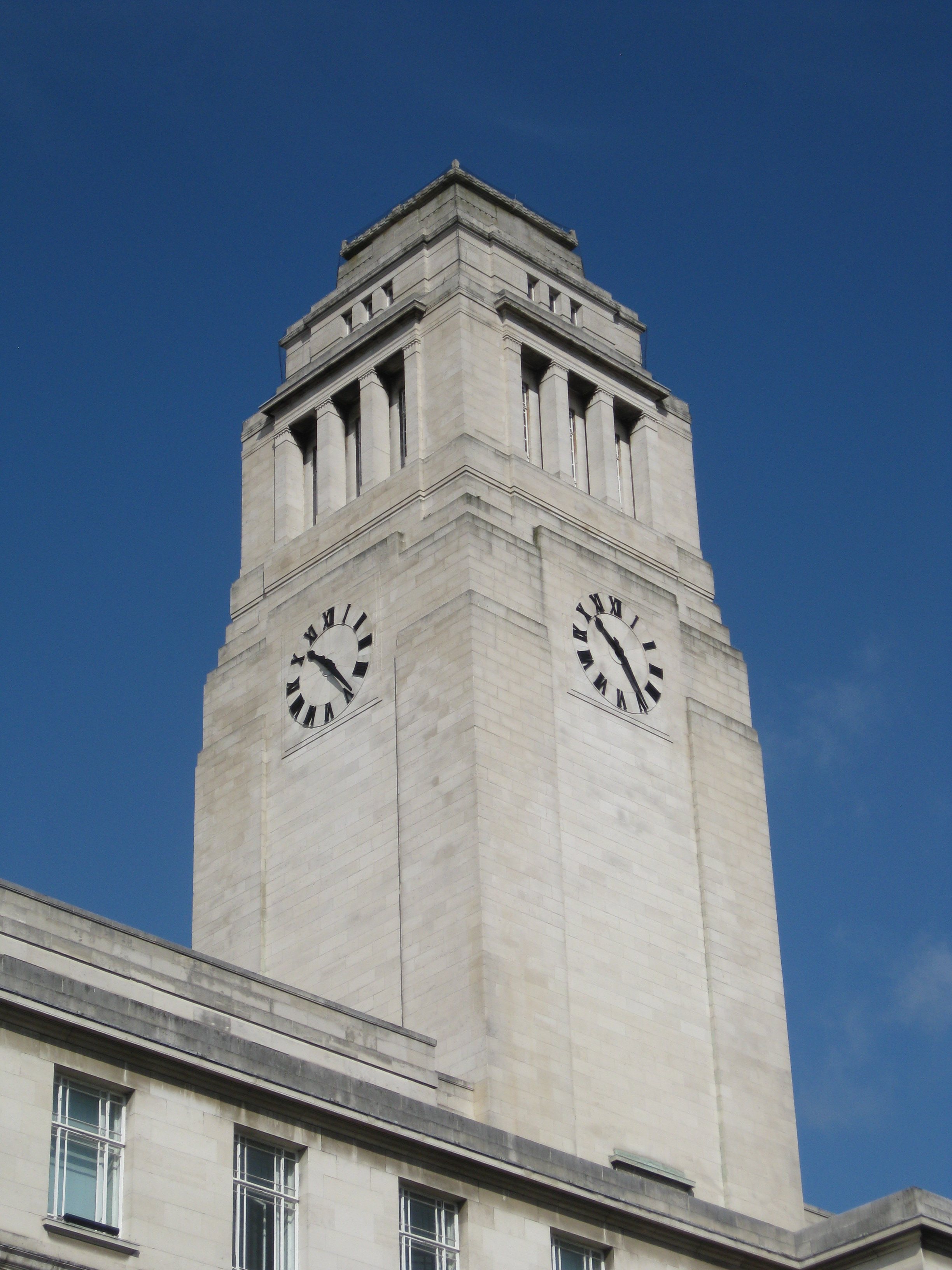
Parkinson Campanile

- 人文科学
- 音楽・視覚芸術・舞台芸術
- 生物科学
- ビジネス・法学・社会科学
- 自然科学・地球・環境学
- 工学
- 数学・物理科学
- 医学・歯学・心理学・健康学

## 教員
- アンドリュー・ゴールドソン（環境政策）
- ヘンリー・ブラッグ（元教員、1915年ノーベル物理学賞受賞）
- エリオ・ディルポ（ベルギー首相）
- ジグムント・バウマン（社会学者、リーズ大名誉教授）
- クリストファー・スノーデン（元教員，元英国大学協会会長，サウサンプトン大副学長）

## 主な出身者
- ウォーレ・ショインカ（詩人・劇作家・ノーベル文学賞受賞）
- ジョージ・ポーター（化学者、ノーベル化学賞受賞）
- ナンバリーン・エンフバヤル（モンゴル元大統領）
- キア・スターマー（英国首相）
- ジャック・ストロー（政治家、労働党、英国大法官、司法大臣など歴任）
- アンヘル・グリア（メキシコの経済学者、メキシコ外務大臣・財務大臣、OECD事務局長）
- リチャード・クエスト（ジャーナリスト、CNNアンカー）
- ロナルド・ピックアップ（俳優）
- エマ・マッキー（女優）
- マーク・ノップラー（ミュージシャン）
- ピアーズ・セラーズ（NASA勤務、宇宙飛行士）
- 豊田周平（欧州トヨタ自動車CEO）
- アスリ・チョルパン（京都大学教授）
- 須田敏子（青山学院大学教授）
- 中嶋泉（大阪大学准教授）
- 石岡史子（ホロコースト教育資料センター代表）
- 岡奈津子（アジア経済研究所　中央アジア研究者）

## 脚註
1. ↑  “2009-2010 Financial Statement”. 2013年8月16日閲覧。
2. ↑  University of Leeds (2010年). “The University of Leeds Facts and Figures”. 2009年9月23日閲覧。
3. 1 2 3  “HESA Institution 2009-10”.   HESA. 2013年8月16日閲覧。
4. ↑  “Rankings” (英語). Leeds University Business School. (2020年) 2020年1月16日閲覧。
5. ↑  https://www.leeds.ac.uk/main-index/news/article/5605/university-alum-becomes-uk-prime-minister
6. ↑  “the QS World University Rankings 2022” (英語). Top Universities. (2021年) 2022年1月23日閲覧。
7. ↑  “World University Rankings” (英語). Times Higher Education (THE). (2021年) 2022年1月23日閲覧。
8. ↑  University League Tables 2022